# Brugger Buam
Die Brugger Buam sind eine Musikgruppe aus Alsmoos (Bayern). Bandmitglieder sind die Brüder Markus Brugger (* 20. Mai 1987; Gesang, Steirische Harmonika, Gitarre) und Thomas Brugger (* 2. Oktober 1982; Gesang, Akkordeon, Gitarre). Stilistisch bewegt sich die Gruppe im Bereich der volkstümlichen Musik, des Schlagers und der Partymusik.
Einen ihrer größten Hits hatten sie mit ihrem Titel I hab an Regenbogen gsehn, welcher sich über mehrere Wochen in den deutschen Airplaycharts platzierte. Es folgten mehrere Fernsehauftritte, u. a. beim Musikantenstadl mit Andy Borg, bei Stefan Raab und beim Grand Prix der Volksmusik.
Als Brugger & Brugger veröffentlichten sie im Jahr 2016 das Schlager-Album Schwerelos.

## Diskografie
- 2006: Immer wieder Volksmusik
- 2008: A Mann der jodeln kann
- 2009: Das Christkind spricht auch bayrisch
- 2011: Jung & Fetzig
- 2014: 10 Jahre Brugger Buam
- 2015: Tränen im Wind (Single)
- 2016: Brugger & Brugger – Schwerelos
- 2019: Elch Song (Single)
- 2019: Brugger Buam mit Band – 15 Jahre